# Mộng Tuyền
Mộng Tuyền (sinh ngày 1 tháng 5 năm 1947 tại Cần Thơ) là một nữ nghệ sĩ Việt Nam.

## Tiểu sử
Mộng Tuyền tên thật Huỳnh Thị Kim Loan, sinh năm 1947 tại Cần Thơ trong một gia đình không ai theo nghệ thuật.
Vì nhà nghèo, năm 14 tuổi bà xin theo các gánh cổ nhạc để hát và được thầy đờn Ba Cứ dạy bảo. Năm 1961, bà về gành Hoa Sen của danh ca Bảy Cao, bắt đầu được dư luận Sài thành để ý với vai Huyền trong vở cải lương Nhà chợ một đêm mưa. Năm 1962 lại sang gánh Phương Nam và thành công với vai Xuân Hoa trong tuồng Đông về lạng xác hoa và Phương Loan trong vở Nửa kiếp oan thù.
Năm 1963, qua sự đưa lối của soạn giả Nguyễn Phương, đào non Kim Loan được bà bầu Thơ mời về Thanh Minh - Thanh Nga. Đây là giai đoạn dài nhất và là hoàng kim trong bước đường nghệ thuật của bà. Thời điểm ấy, đào Kim Loan gây tiếng vang với vai Mộng Tuyền sơn nữ trong vở Mùa xuân còn mãi. Nhân đó, bà lấy nghệ danh Mộng Tuyền. Sau đó, vai Thu Lan vũ nữ trong vở Phu tử tòng tử khiến bà chiếm giải vàng Thanh Tâm.
Ở thập niên 1960 và 1970, tên tuổi Mộng Tuyền càng rực rỡ trong xuất phẩm điện ảnh của các đạo diễn Lê Hoàng Hoa và Lê Mộng Hoàng. Đương thời, Thẩm Thúy Hằng, Thanh Nga, Kiều Chinh và Mộng Tuyền được ca tụng là Tứ đại mĩ nhân điện ảnh. Năm 1972, Mộng Tuyền nhận giải ảnh hậu qua vai diễn chính trong phim Gánh hàng hoa do nhật báo Trắng Đen bầu.
Sau ngày Thống Nhất, đặc biệt khi xảy ra Vụ án Thanh Nga, Mộng Tuyền trở thành trụ cột của đoàn Thanh Minh - Thanh Nga, tiếp tục được một số thành công trên kịch trường và điện ảnh.
Năm 1988, bà sang Pháp định cư theo diện đoàn tụ với chồng, hành nghề kinh doanh đồ lưu niệm tại Quận 13, Paris, ít tham gia các sinh hoạt văn nghệ.
Năm 2007, bà về Việt Nam xin hồi tịch và định cư tại Cần Thơ, bắt đầu mở các đại nhạc hội hoặc đem hát từ thiện.